# Kojatice
Ne doit pas être confondu avec Kojatice (district de Prešov).
Kojatice (en allemand : Kojatitz) est une commune du district de Třebíč, dans la région de Vysočina, en République tchèque. Sa population s'élevait à 261 habitants en 2024.

## Géographie
Kojatice se trouve à 9,7 km au sud-ouest du centre de Moravské Budějovice, à 27,3 km au sud-sud-ouest de Třebíč, à 45 km au sud-sud-est de Jihlava et à 152,5 km au sud-est de Prague.
La commune est limitée par Rácovice et Dědice au nord, par Nimpšov et Nové Syrovice à l'est, par Dešov au sud-est et au sud, et par Hornice et Třebelovice à l'ouest.

## Histoire
La première mention écrite de la localité date de 1227.

## Administration
La commune se compose de deux sections :
- Kojatice
- Velký Újezd

## Transports
Par la route, Kojatice se trouve à 12 km de Moravské Budějovice, à 37 km de Třebíč, à 55 km de Jihlava et à 186 km de Prague.